# 一里塚

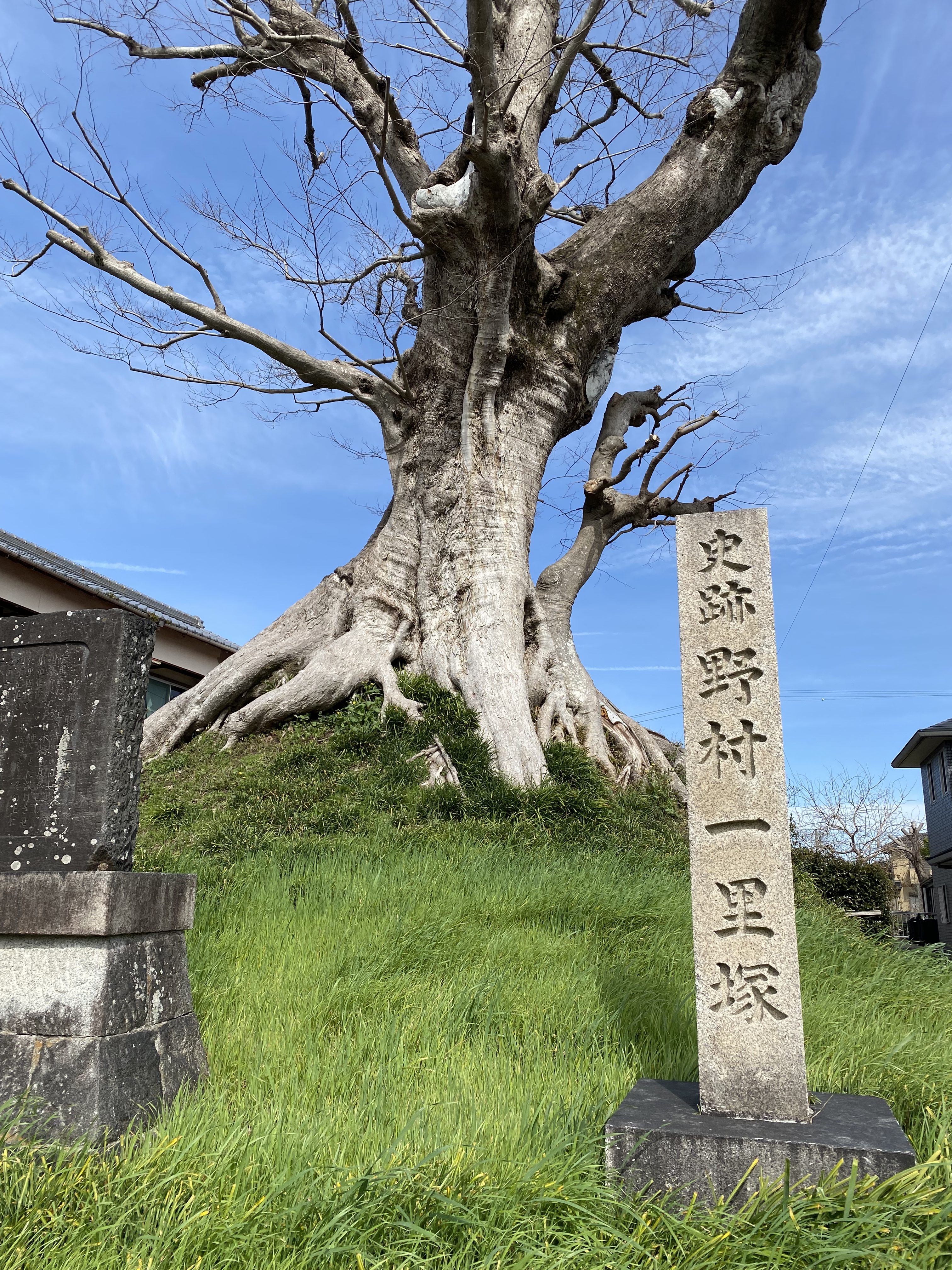
東海道の野村一里塚（国の史跡）

一里塚（いちりづか）は、江戸の日本橋を起点として、主要な街道の側に1里（約3.927キロメートル）毎に設置された塚（土盛り）である。多くは塚の上にエノキやマツが植えられ、街道を往来する旅人の道標となった。

## 特色
塚の側にエノキなどの木を植えたり、標識を立てたりしていた。いわゆる街道のマイルストーン・キロポストと同様であり、一里塚は中国にも存在する。
一里塚の大きさは5間（約9メートル）四方、高さ1丈（約1.7メートル）に土を盛り上げてつくられ、一里塚の上にはエノキなどの木が植えられ、木陰で旅人が休息を取れるように配慮されていた。また、植えられた樹木は築いた塚の崩壊を根で防ぐ役割も持っていた。
一里塚の本来の姿は街道の両側に対で設置されるものである。ただし現存する一里塚の多くは道の片側にのみ存在していることが多い。街道を挟んで一対で現存する一里塚には国の史跡に指定されているものもある。また、都道府県や市町村の史跡に指定されている一里塚や、未指定であっても地域住民の崇敬の対象として守られている塚やその跡地も多い。

### 一里塚の樹種
五街道における樹種は、エノキが55%、マツが27%、スギが8%であり、以後はサクラ、クリ、ムクノキ、ヒノキ、カシの順だった。稀にクワ、ヒイラギ、ウルシなどが植えられることもあった。日光街道で最も多い樹種はスギだった。

## 歴史
日本では、平安時代末期に、奥州藤原氏が白河の関から陸奥湾までの道に里程標を立てたのが最初と言われている。室町時代の一休（または一休に近しい遊女・地獄太夫）が「門松は冥土の旅の一里塚 目出度くもあり目出度くもなし」との歌を詠んでいる。
一里塚が全国的に整備されるようになったのは江戸時代である。慶長9年2月4日（グレゴリオ暦1604年3月4日）、徳川家康が子の徳川秀忠に命じ、金山奉行の大久保長安が総監督となって設置したのが始まりである。江戸幕府は江戸の日本橋を起点として全国の各街道の1里（約4 km）ごとに一里塚を設置するよう指令を出し、長安の指揮の元に一里塚の設置が行われ、10年ほどで完了した。

## 五街道の一里塚一覧
- 東海道の一里塚一覧（本坂通（姫街道）美濃路を含む）
- 中山道の一里塚一覧
- 甲州街道の一里塚一覧
- 日光街道の一里塚一覧
- 奥州街道の一里塚一覧

## ギャラリー

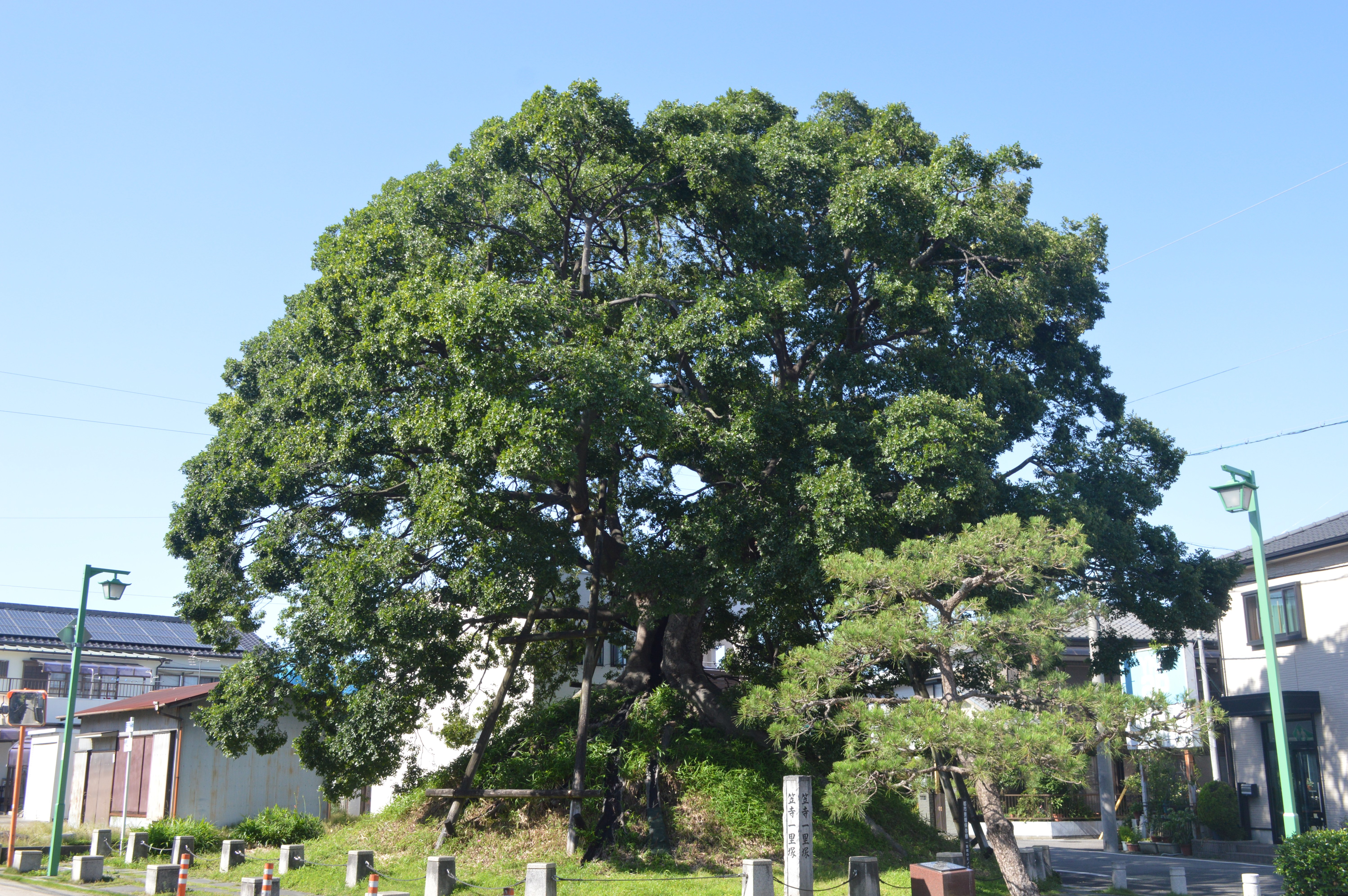
東海道の笠寺一里塚
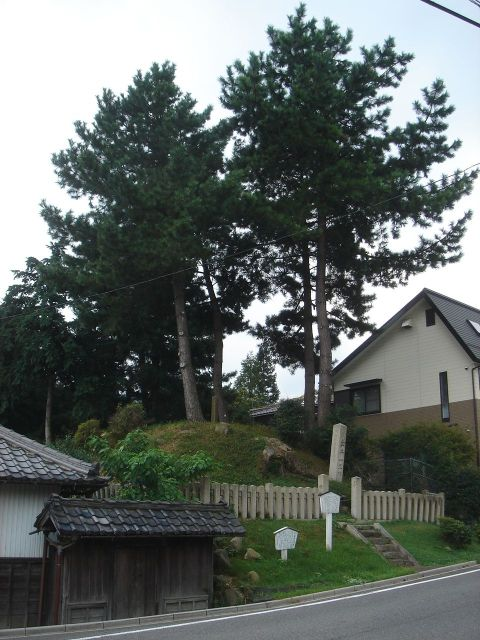
中山道の垂井一里塚（国の史跡）
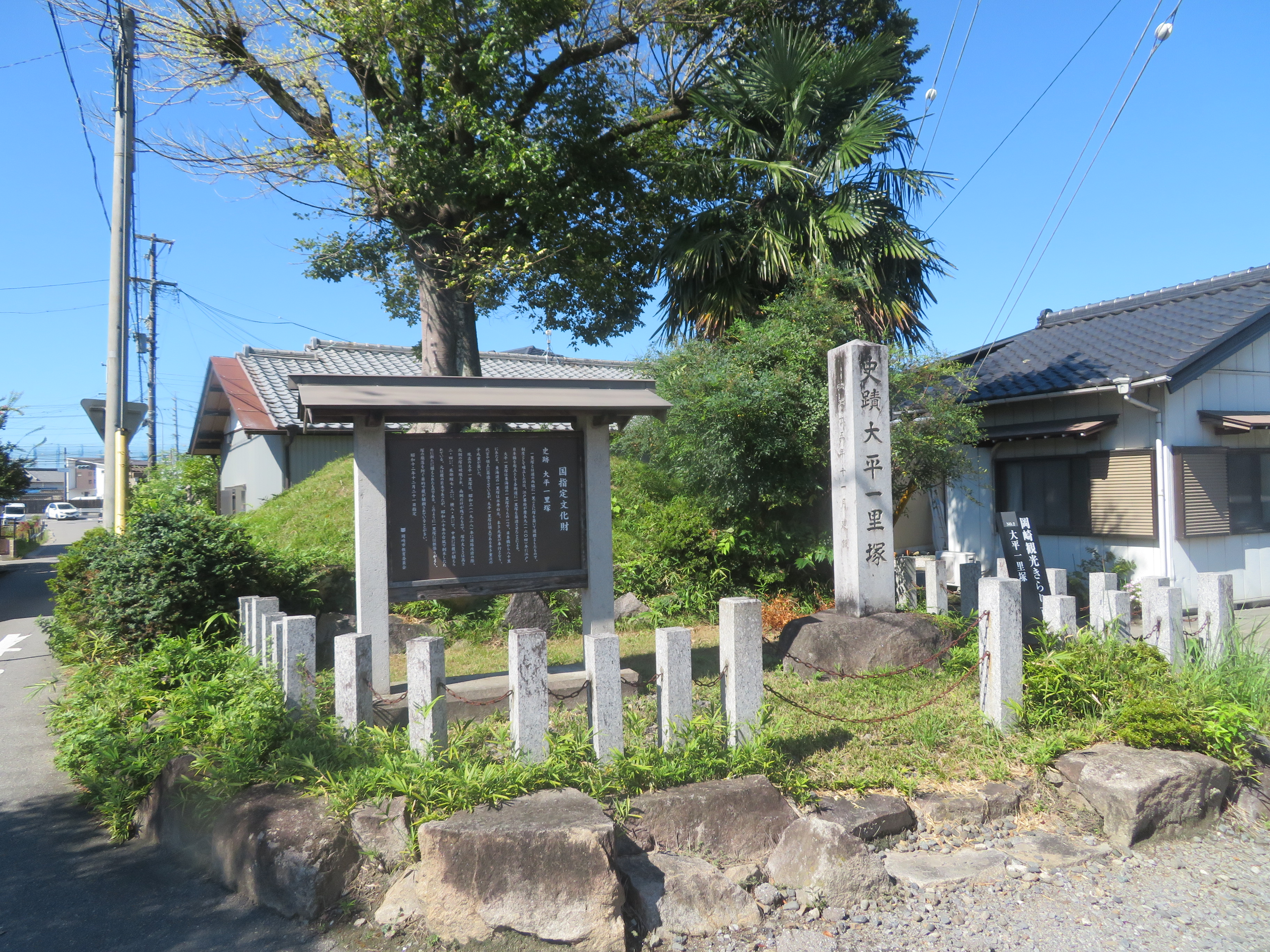
大平一里塚（国の史跡）
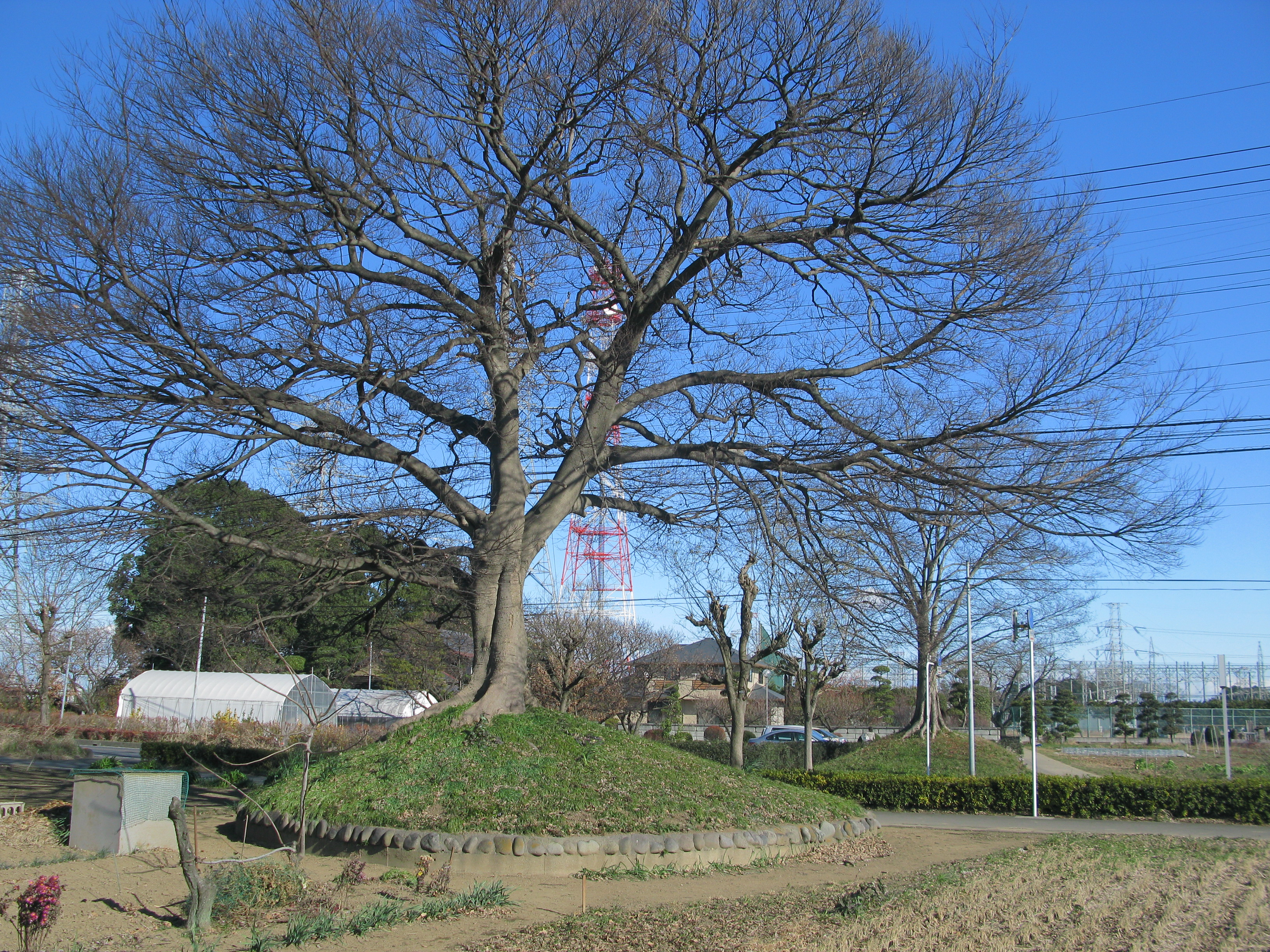
日光御成街道の下野田一里塚
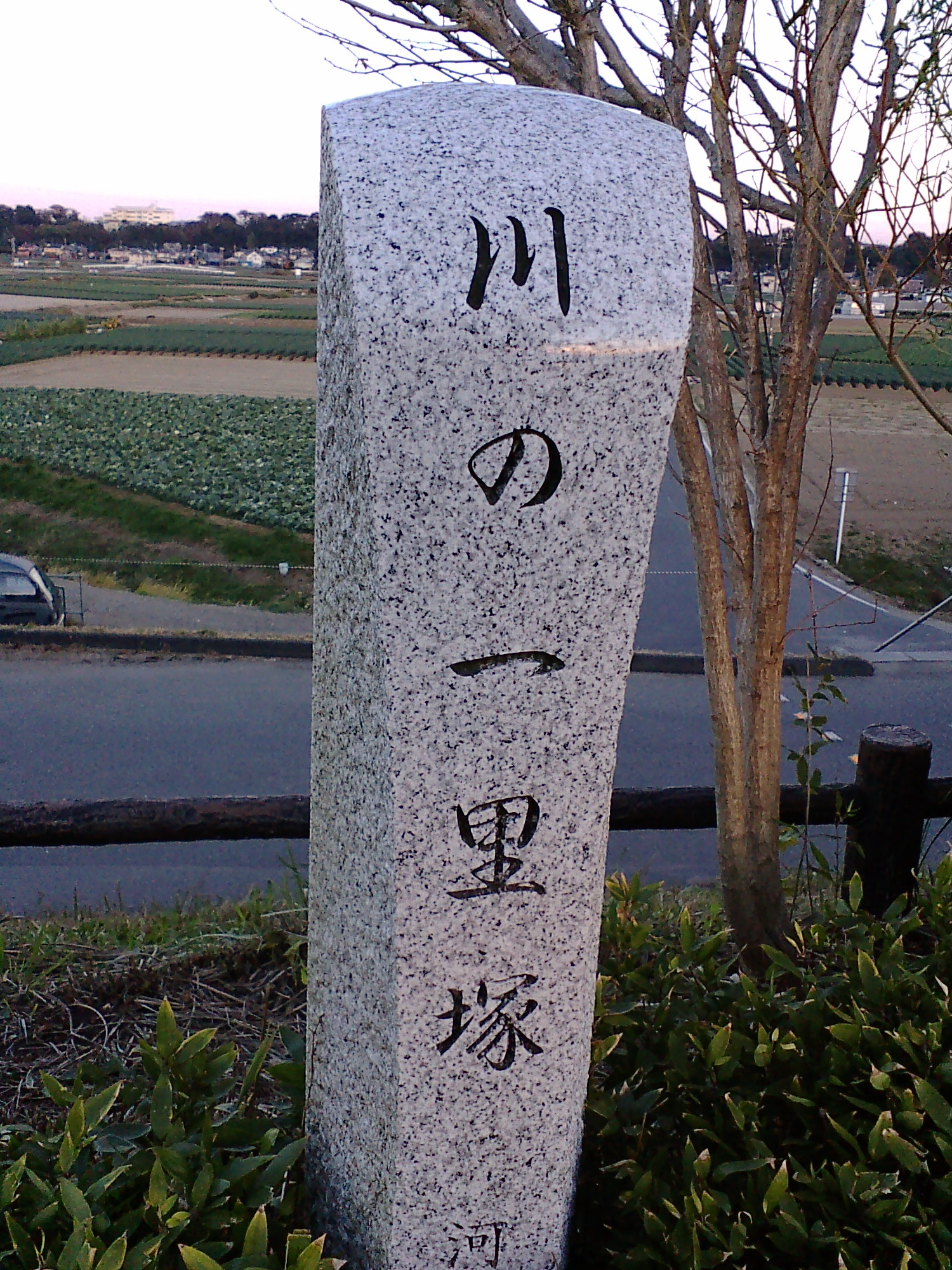
江戸川矢切の渡し付近の川の一里塚
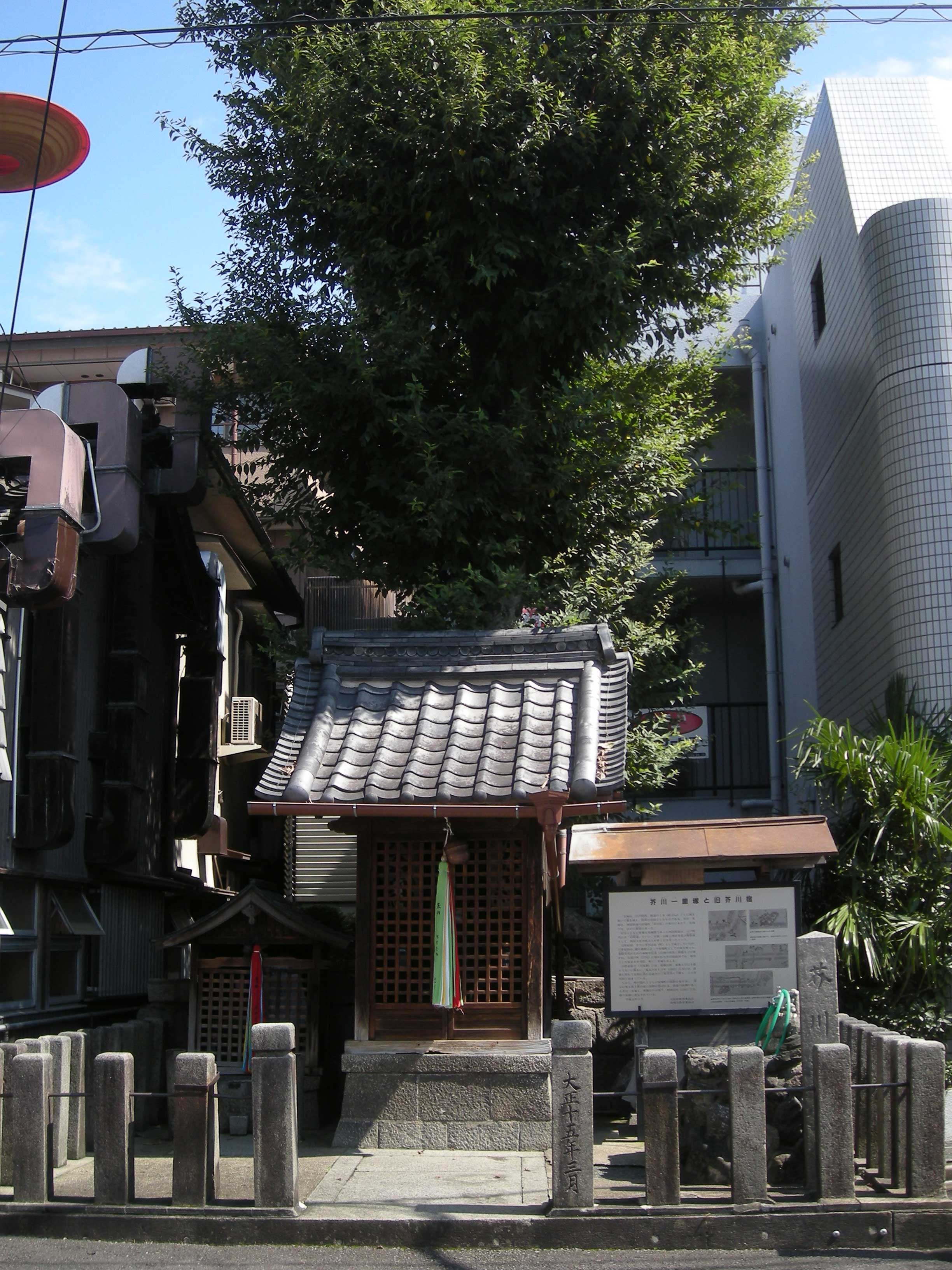
西国街道の芥川一里塚
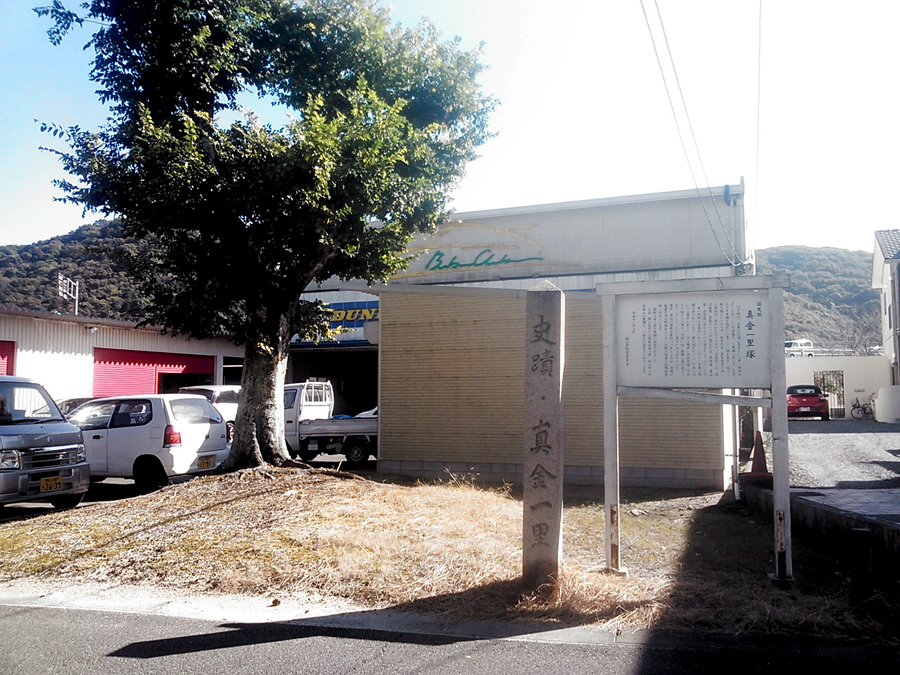
山陽道の真金一里塚（国の史跡）
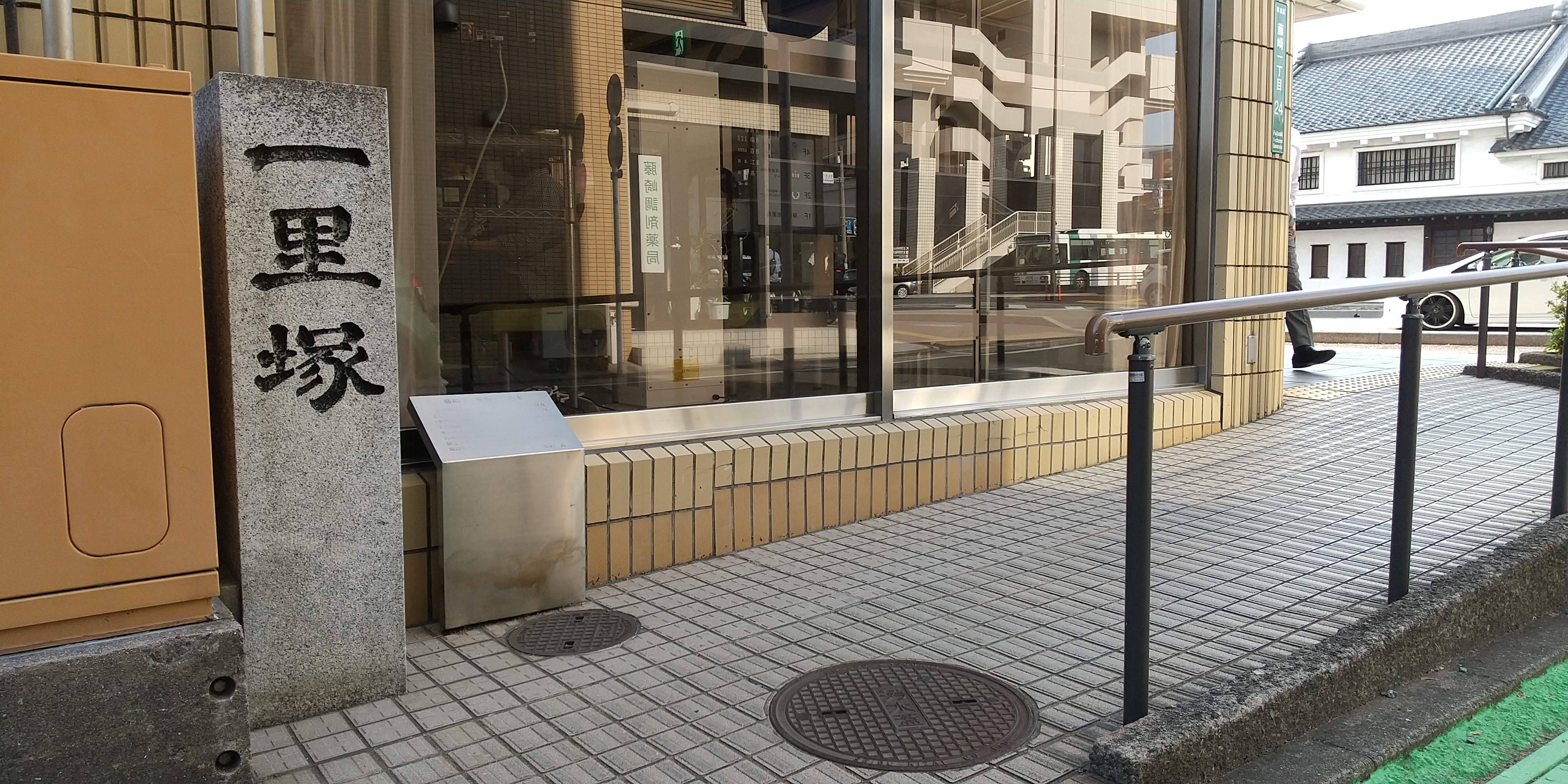
唐津街道の一里塚